# Olympisk landsby
Den Olympiske landsby er et område der bygges i forbindelse med de Olympiske lege til at huse de deltagende atleter samt officials, trænere osv. Den første olympiske landsby blev bygget i forbindelse med Sommer-OL 1924 efter ide af Pierre de Coubertin. Siden da er størrelsen på den olympiske landsby dog vokset i takt med at deltagerantallet ved OL er steget. Det betyder at en olympiske landsby i dag efter OL er færdigt typisk udvikler sig til en ny bydel. For eksempel vil den olympiske landsby efter Sommer-OL 2012 i London blive omdannet til er område med 3.600 lejligheder.
| Olympiske Lege | Spire Denne artikel om Olympiske Lege er en spire som bør udbygges. Du er velkommen til at hjælpe Wikipedia ved at udvide den. |